# Zosteropidae
Zosteropidae é uma família de aves passeriformes pertencentes à subordem Passeri, designadas como olhos-branco. São encontradas na África, no Sul da Ásia e na Oceania, e possuem plumagem dorsal verde e ventral branca ou amarela, e olhos circundados por um pequeno círculo branco.

## Gêneros
- Apalopteron Bonaparte, 1854 (1 espécie)
- Chlorocharis Sharpe, 1888 (1 espécie)
- Cleptornis Oustalet, 1889 (1 espécie)
- Dasycrotapha Tweeddale, 1878 (3 espécies)
- Heleia Hartlaub, 1865 (2 espécies)
- Lophozosterops Hartert, 1896 (6 espécies)
- Madanga Rothschild & Hartert, 1923 (1 espécie)
- Megazosterops Stresemann, 1930 (1 espécie)
- Oculocincta Mees, 1953 (1 espécie)
- Rukia Momiyama, 1922 (2 espécies)
- Speirops Reichenbach, 1852 (4 espécies)
- Sterrhoptilus Oberholser, 1918 (3 espécies)
- Tephrozosterops Stresemann, 1931 (1 espécie)
- Woodfordia North, 1906 (2 espécies)
- Yuhina Hodgson, 1836 (11 espécies)
- Zosterops Vigors & Horsfield, 1827 (80 espécies)
- Zosterornis Ogilvie-Grant, 1894 (5 espécies)

- Commons